# Кудиново (деревня, сельское поселение «Село Кудиново»)
Куди́ново — деревня в Малоярославецком районе Калужской области. Входит в сельское поселение «Село Кудиново».

## География
Расположена в 13 км к западу от Малоярославца и в 55 км к северу от Калуги, примыкает к административному центру поселения — селу Кудиново.
В 1,5 км к югу от деревни проходит автотрасса федерального значения А130 (Москва — Рославль).
Название деревни происходит от разговорного сокращения имени Акиндин — Кундин.

## История
В 1782 году сельцо Кудиново относилось к Боровскому уезду Калужского наместничества, в владении Авдотьи Тимофеевны Бахтеяровой и Екатерины Тимофеевны Шишкиной. Стояло на Кудиновском овраге.
В годы Великой Отечественной войны, оккупировав Кудиново, немцы устроили концлагерь для военнопленных красноармейцев на территории совхозного свинарника. В декабре 1941 года свинарник, в котором помещались пленные красноармейцы был сожжён. В огне погибли 375 военнопленных.
Осенью 1985 года, по инициативе директора госплемзавода Б.П. Оконечникова, на месте зверского убийства 375 военнопленных красноармейцев, установлен памятник. 

## Население
| 2002 | 2010 |
| ---- | ---- |
| 80   | ↗127 |